# Шиндхард
Шиндхард (њем. Schindhard) општина је у њемачкој савезној држави Рајна-Палатинат. Једно је од 84 општинска средишта округа Југозападни Палатинат. Према процјени из 2010. у општини је живјело 599 становника. Посједује регионалну шифру (AGS) 7340043.

## Географски и демографски подаци
Шиндхард се налази у савезној држави Рајна-Палатинат у округу Југозападни Палатинат. Општина се налази на надморској висини од 214 метара. Површина општине износи 4,4 km². У самом мјесту је, према процјени из 2010. године, живјело 599 становника. Просјечна густина становништва износи 137 становника/km².

## Међународна сарадња
| Мјесто | Држава    | Врста сарадње | Од    |
| ------ | --------- | ------------- | ----- |
|        | Француска | партнерство   | 1973. |
| Извор  |           |               |       |